# Флаг Красносельского района (Москва)
Флаг внутригородского муниципального образования Красносе́льское в Центральном административном округе города Москвы Российской Федерации.
Флаг утверждён 16 ноября 2004 года и внесён в Геральдический реестр города Москвы с присвоением регистрационного номера ?.

## Описание
«Флаг муниципального образования Красносельское представляет собой двустороннее, прямоугольное полотнище с соотношением сторон 2:3.
В красном полотнище флага — белый вилообразный крест. Ширина нижнего конца креста составляет 1/4 длины полотнища, ширина верхних концов креста составляет 5/24 длины (5/16 ширины) полотнища.
В центре полотнища (на вилообразном кресте) помещено изображение обращённого к древку красного силуэта аллегории Славы. Габаритные размеры изображения составляют 5/24 длины и 3/8 ширины полотнища».

## Обоснование символики
Красный цвет полотнища отражает название муниципального образования. На территории, вошедшей в состав Москвы в XVIII веке, существовало великокняжеское село Красное, известное с XV века.
Белый вилообразный крест символизирует наличие крупного железнодорожного узла, включающего три знаменитых московских вокзала, расположенных на одной площади: Ленинградский, Казанский, Ярославский.
Силуэт аллегории Славы напоминает о находившихся на территории муниципального образования уникальных памятниках архитектуры.